# Eduardo María Taussig
Eduardo María Taussig (Buenos Aires, 4 de julio de 1954) es un prelado católico argentino. Entre 2004 y 2022, se desempeñó como obispo de San Rafael.

## Controversias
Se considera que episcopado de Taussig fue “catastrófico” para la diócesis de San Rafael, generando constantes conflictos con los fieles, seminaristas y el clero diocesano. 
En junio de 2020, prohibió que la Comunión fuera recibida de rodillas y en la boca. El 27 de julio del mismo año, y por órdenes directas de la Santa Sede, decidió cerrar el Seminario Diocesano Santa María Madre de Dios, que por aquel entonces era el seminario con más vocaciones en la Argentina, después del Seminario Nuestra Señora Corredentora.
Finalmente, tras constantes protestas y quejas por sus medidas, presentó su renuncia como obispo ante el Papa Francisco. El Pontífice aceptó la renuncia el 5 de febrero de 2022.